# J. E. Casely Hayford
Joseph Ephraim Casely Hayford, även känd som Ekra-Agiman, född 29 september 1866 i Cape Coast, Guldkusten, död 11 augusti 1930 i Accra, Guldkusten, var en ghanansk journalist, redaktör, författare, advokat, undervisare och politiker som stödde den pan-afrikanska nationalismen.